# Загородный дом графини Фесенко
Загородный дом графини Марии Фесенко, также известный как Махинджаурский детский дом, является недвижимым памятником культуры категории государственного значения в Батуми, в Аджарской Автономной Республике.
Строительство загородного дома началось в первой половине XX века и принадлежало няне последнего российского императора Николая II графине Марии Фесенко. По словам местных жителей, дача была построена в 1900—1907 годах. По имеющимся данным, здание было спроектировано грузинским архитектором, но достроили его архитекторы, приглашенные из Санкт-Петербурга. Его аналог был также в Италии.
Исторические источники еще находятся в процессе изучения, но ученые уверены, что домохозяйкой дворца была графиня Мария Фесенко: как сообщается в исторических источниках, «Император подарил смотрителю прекрасный дворец, построенный для управления княжескими поместьями Чакви, принадлежащими Романовым.»
Во время Великой Отечественной войны черноморский дворец был превращен в военный госпиталь. Затем загородный дом графини Фесенко отдали под детский дом. В 90-е годы в здании разместили вынужденных переселенцев. В настоящее время здание пустует, в нем нет ни окон, ни дверей, остался только каркас.
На протяжении века загородный дом часто посещали английские, русские и немецкие аристократы. Веранда графини была местом для вечеринок.
В 2006 году усадьбе была присвоена государственная охрана. В соответствии с приказом министра культуры и охраны памятников Грузии от 28 октября 2013 года коттеджу графини Марии Фесенко был присвоен статус недвижимого памятника культурного наследия.